# إسيلور
ايسيلور الدولية اس ايه هي شركة عالمية للبصريات في مجال البصريات في فرنسا تقوم بتصميم وتصنيع وتسويق العدسات لتصحيح أو حماية البصر.  يقع مقرها الرئيسي في شارنتون لو بونت (بالقرب من باريس) ، فرنسا. ونقلت ايسيلور في بورصة يورونكست باريس . إنه أحد مكونات مؤشر سهم يورو ستوكس 50 .
ايسيلور مسؤولة عن إنشاء فاريلوكس، أول عدسات تقدمية في العالم تقوم بتصحيح بصر الشيخوخة وتسمح برؤية واضحة في الرؤية القريبة والمتوسطة والبعيد.   تشكلت الشركة من اندماج شركات العيون اسيل و سيلور في عام 1972.  وتركز أنشطتها إلى حد كبير على البحث والتطوير . إنها أكبر شركة في العالم لتصنيع العدسات العينية . 
في يناير 2017 ، أعلنت عن مزيج من شركة لوكسوتيكا العملاقة للنظارات الإيطالية .  في 1 أكتوبر 2018 ، ولدت الشركة القابضة الجديدة ايسيلور لوكسوتيكا ، مما أدى إلى القيمة السوقية مجتمعة بحوالي 57 مليار يورو. 

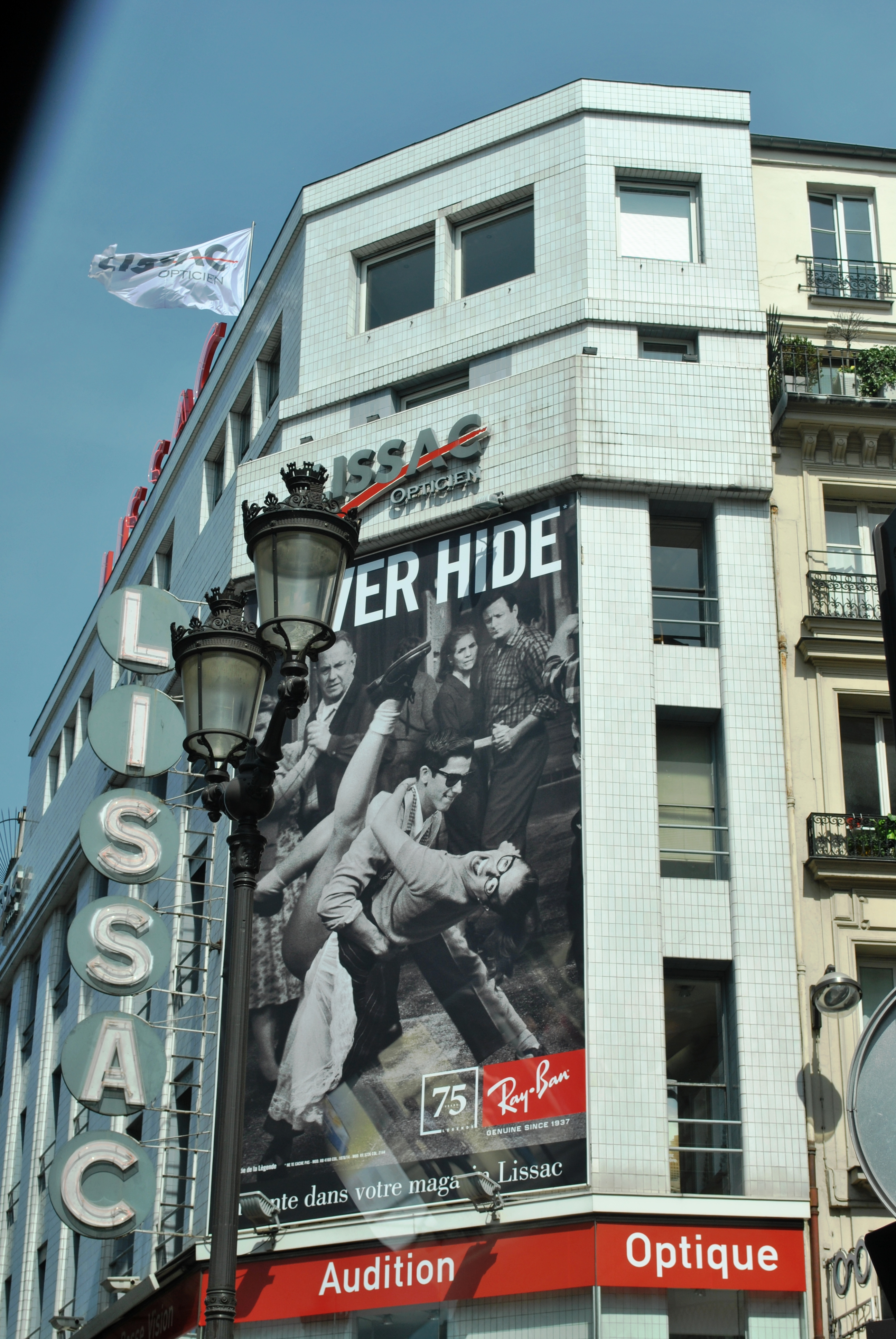
متجر ليسيك الأصلي في باريس

## وصلات خارجية
- الموقع الرسمي